# Rodney Soher
Rodney Ewart Soher (ur. 27 listopada 1893 w Brighton, zm. 25 stycznia 1983 w Westminster) – brytyjski bobsleista, medalista olimpijski.

## Występy na IO
| Rok  | Igrzyska Olimpijskie | Konkurencja             | Wyniki        |
| 1924 | Chamonix 1924        | czwórki/piątki mężczyzn | srebrny medal |